# Sasa Gongadse
Sasa Gongadse (georgisch ზაზა ღონღაძე; * 4. Februar 1996) ist ein georgischer Eishockeyspieler, der bei Bakurianis Mimino in der georgischen Eishockeyliga spielt.

## Karriere
Sasa Gongadse gab sein Debüt für die georgische Nationalmannschaft 2014 bei der Weltmeisterschaft der Division III. Auch bei den Weltmeisterschaften 2015, 2017 und 2018 spielte er jeweils in der Division III. Zudem vertrat er seine Farben bei der Olympiaqualifikation für die Winterspiele 2018 in Pyeongchang.
Auf Vereinsebene spielt er für Bakurianis Mimino in der georgischen Eishockeyliga, in der er bereits als 17-Jähriger debütierte.

## Erfolge und Auszeichnungen
- 2018 Aufstieg in die Division II, Gruppe B bei der Weltmeisterschaft der Division III